# Ermita de San Pedro Mártir (Albocácer)
La ermita de San Pedro Mártir es una ermita catalogada como Bien de Relevancia Local por la Dirección General del Patrimonio Artístico de la Generalidad Valenciana, en España.
Se encuentra ubicada a quinientos metros de Albocácer, en el antiguo Camino de Benasal, también conocido como Camí Vell de Sant Pau, dentro del término municipal de la población mentada anteriormente, Albocácer, en la comarca del Alto Maestrazgo, en la provincia de Castellón. Su construcción data del siglo XV, muy posiblemente en la segunda mitad del mismo. En el siglo XVIII se añadió una sacristía, desaparecida posteriormente. El interior del templo es de nave única rectangular, con una cubierta plana que se apoya en ménsulas. Presenta un pórtico lateral en paralelo al camino. Este pórtico tiene tres arcos, dos recayentes al camino y uno en la fachada. Sobre la puerta, en arco de medio punto, hay una espadaña de ladrillo.
Está dedicada a San Pedro de Verona. El retablo con la imagen del santo se perdió en la Guerra Civil.
Durante el domingo más próximo al 29 de abril se celebra una romería.